# アンジュアン島
アンジュアン島（アンジュアンとう、Anjouan、別名ヌズワニ島・ンズワニ島－Nzwani、又はジョハンナ島－Johanna）はモザンビーク海峡にあるコモロ諸島の島のひとつ。コモロ連合に属する3つの島のうちの一つである。人口は約30万人（2012年）。首府は北岸に位置するムツァムドゥである。

## 地理
アンジュアン島は火山島で、起伏の激しい地形をしており、ンチングイ山（Mont Ntringui、アンジュアン山とも言う）（1595m）が島で一番高い山である。火山灰に由来する肥沃な土壌を持ち、降水量は多く数多くの河川が存在するものの、高い人口圧によって高地の森林伐採と耕地化が進み、土壌浸食と水量減少が深刻な状態となっている。コモロでは主島であるグランドコモロ島に次ぐ人口・経済力を持つ島であるが、人口密度は3島で最も高く、さらに地形の険しさや土壌流出などにより人口圧は高まる一方であるため、人口の少ないモヘリ島や、フランス統治下にあり経済状況のよいマヨット島への移民が多く発生している。
ンチングイ山の山頂には火口湖のジアランゼ湖があり、コモロオオコウモリ、マングースキツネザルなどが生息している。2006年にラムサール条約登録地となった。

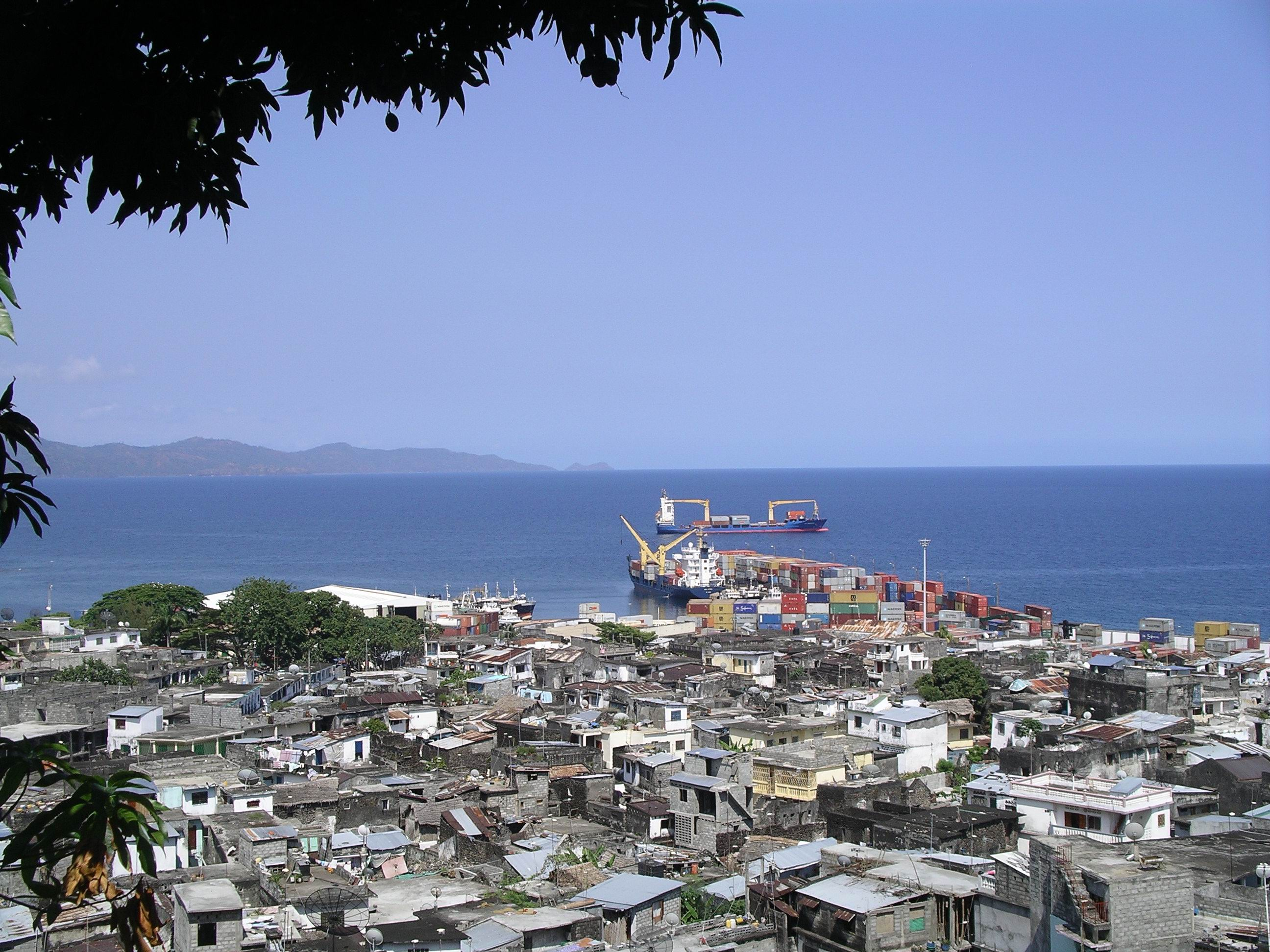
首府ムツァムドゥ。

## 歴史
アンジュアン島はかつて一つの王国として統一されていたが、19世紀末にフランスの支配下に入った。1974年に行われた独立に対する国民投票では独立賛成派が多数を占め、これを受けてアンジュアン島は1975年にグランドコモロ島・モヘリ島と共にコモロ共和国(現在のコモロ連合)として独立した。しかし独立後、首都モロニのあるグランドコモロ島の支配に対する不満が蓄積していき、コモロ政府の失政や経済停滞もあって、1996年にモヘリ島と共に独立を宣言し、フランスに再植民地化を嘆願する状況となった。2001年には国号変更とともに3島から輪番制で大統領が選出されることとなり、これを受けて2006年の大統領選挙ではアンジュアン島からムツァムドゥ出身のアフメド・アブドラ・モハメド・サンビが当選した。

## 政治
高度な自治権を有しており、島議会、島の大統領職を有する。2007年、コモロ連合が島の大統領の任期が切れた際に島議会議長を島の大統領に指名したところ軍部（憲兵隊）が反発。コモロ連合関係者を島外追放して、独自の選挙を実施するなどコモロ連合と一線を画する行動を行った。2008年3月、コモロ連合は、アフリカ連合の支援による軍事作戦を展開。タンザニア軍、スーダン軍がアンジュアン島へ上陸、憲兵隊の武装解除を進め、同年3月25日までに島の全域を制圧した。サンビは2011年まで大統領職を務めた。

## 交通
アンジュアン島北部のワニに空港が存在し、またムツァムドゥ港は1985年に改修されて大型船の入港が可能となった。

## 住民
住民はコモロ人、日常語はコモロ語、宗教はイスラム教スンニ派がほとんどを占める。

2012年以前のアンジュアン島旗。